# Jan Łopuszyński

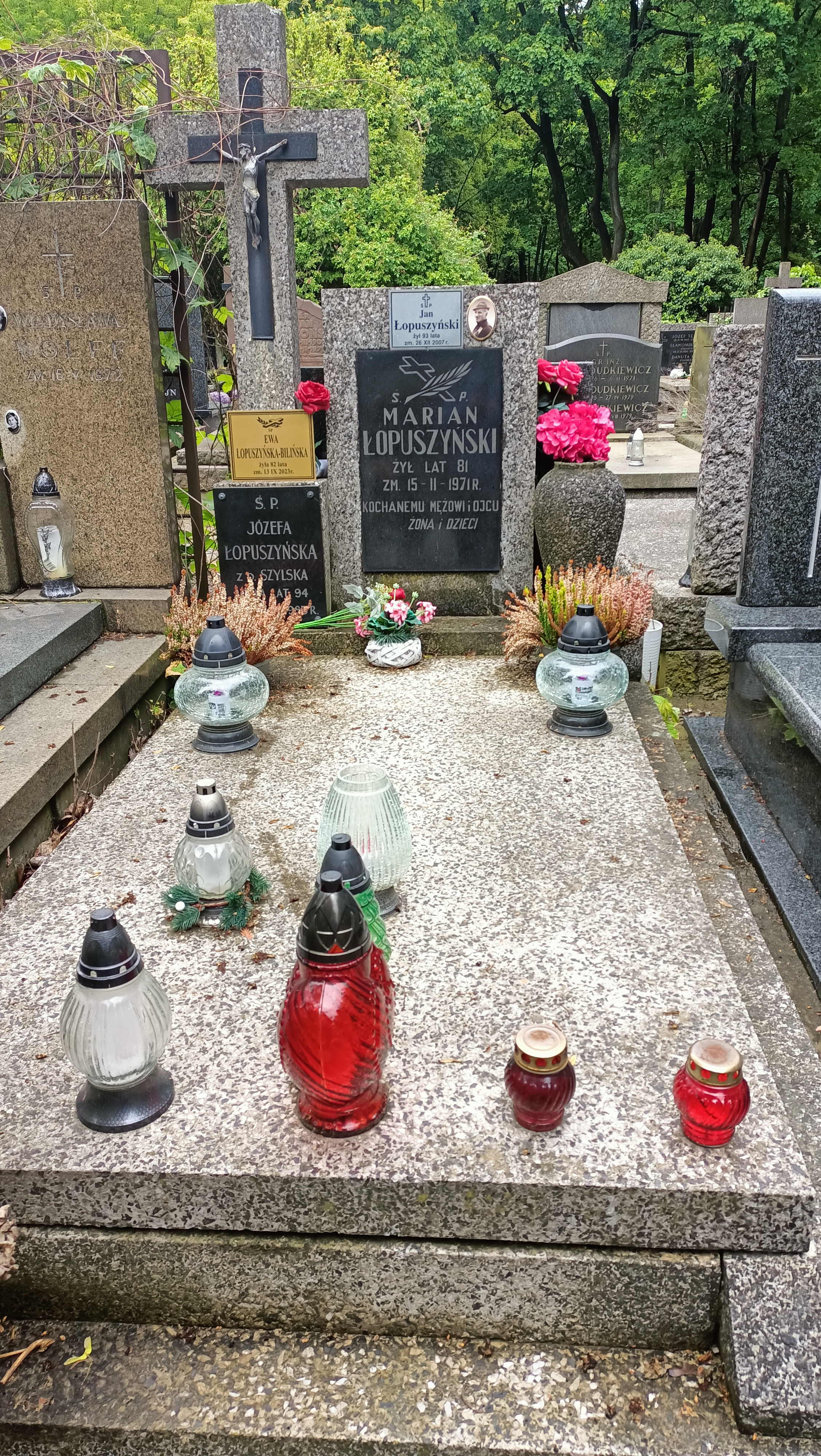
Grób na Jana Łopuszyńskiego na cmentarzu Powązkowskim

Jan Łopuszyński (ur. 7 września 1914 w Kuflewie, zm. 26 grudnia 2007) – polski lekkoatleta, specjalizujący się w biegach sprinterskich.

## Osiągnięcia
Był zawodnikiem Amatorskiego Klubu Sportowego Warszawa (1935), Polonii Warszawa (1936-1939), Skry Warszawa (1945-1946) i Syreny Warszawa (1948).
Walczył w wojnie obronnej w 1939 w szeregach Mazowieckiej Brygady Kawalerii, w latach 1944-1945 był żołnierzem 2 Armii Wojska Polskiego.
Na mistrzostwach Polski seniorów wywalczył 7 medali
- Wilno 1936
  - brązowy medal w biegu na 100 m

- Białystok / Łódź 1937 (sztafety)
  - złoty medal w sztafecie 800+400+200+100 m (Łódź)
  - srebrny medal w sztafecie 4 × 200 m (Białystok)
  - srebrny medal w sztafecie 400+300+200+100 m (Białystok)

- Poznań 1939
  - złoty medal w sztafecie 4 × 400 m

- Poznań 1948
  - srebrny medal w sztafecie 4 × 100 m
  - brązowy medal w sztafecie 4 × 400 m

- Halowe mistrzostwa Polski seniorów w lekkoatletyce (2 medale)[4]

- Przemyśl 1936
  - srebrny medal w biegu na 50 m

- Poznań 1938
  - złoty medal w sztafecie 6 × 50 m

## Rekordy życiowe
- bieg na 100 metrów

- stadion – 11,5 (Warszawa 1946)

- bieg na 200 metrów

- stadion – 24,3 (Warszawa 1946)

Został pochowany na cmentarzu powązkowskim w Warszawie (kwatera B, rząd 4, grób 7).